# 帝国自由都市

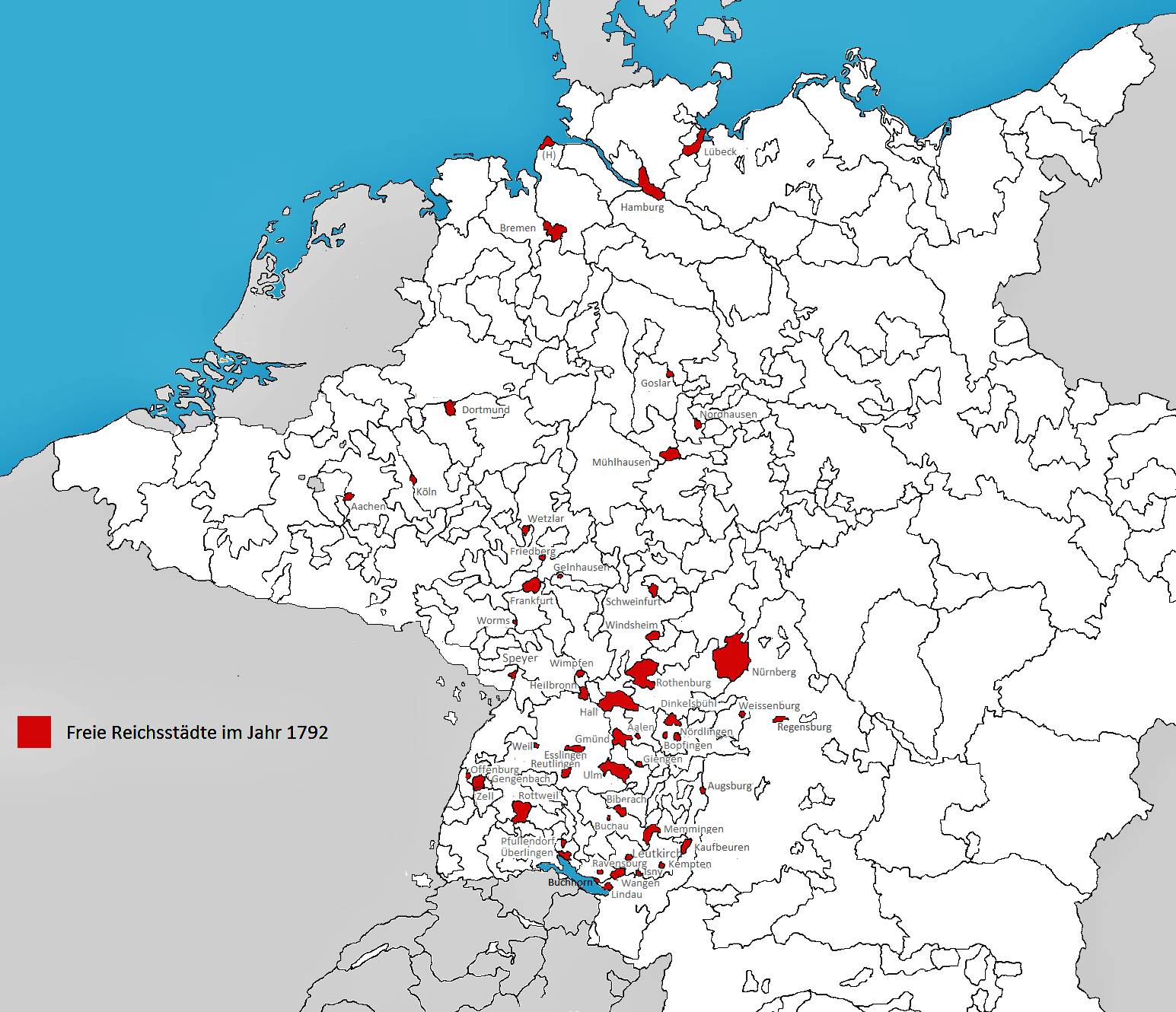
18世紀に存在した帝国自由都市の位置

帝国自由都市（ていこくじゆうとし、独: Freie Reichsstadt、英: Free Imperial City）は、中世よりドイツ（神聖ローマ帝国）で見られた都市の一形態。地方領主や司教の統制下でなく、皇帝直属の地位におかれ、一定範囲における自治を行使した都市を指す。自由帝国都市とも表記される。

## 歴史

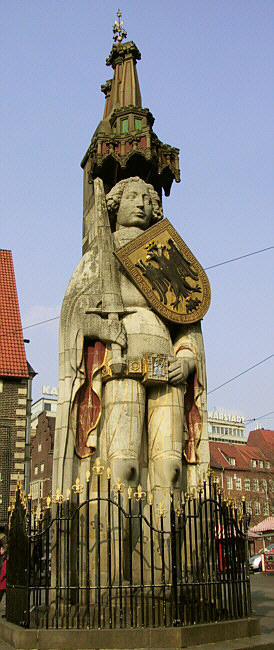
ブレーメン市庁舎前のローラン像。大司教のドームをにらみ、ブレーメン市民の自由を訴えている。

### 帝国都市
当初は、歴代ローマ王、皇帝の指示により建設されたり、宮廷が設けられた都市が帝国都市（Reichsstadt）と称された。その後、中世都市の勃興・発展が進むと、地方領主の統制下におかれることを望まない都市が皇帝に接近し、貢納などと引き替えに特許状を獲得して事実上領主から独立していった。これらの都市も帝国都市と称される。

### 自由都市
司教都市の中で、大司教・司教の統制下から脱して皇帝直属の地位を得た都市は、帝国都市（貢納や軍役などの義務を負う）と異なって貢納や軍役などの義務から解放されていたことから、自由都市（Freie Stadt）と称されていた。

### 帝国自由都市
上記の点で、本来は自由都市と帝国都市は別個の概念であった。しかし、中世後期になって帝国都市が発展していくと、帝国都市に課されていた義務は形骸化し、両者はほぼ同じものになった。このため、両者をあわせて帝国自由都市（Freie Reichsstadt）と称するようになった。帝国自由都市は領邦と同等の地位にあり、帝国議会へ代表を派遣することができた。
この帝国自由都市の存在は、所領の農奴が逃亡して労働力が失われるなど、各地の領邦君主にとって望ましくない存在であった。また、領邦君主が自らの権力強化を図るのであれば、都市に蓄積されている富を狙わない手はなかった。16世紀より、宗教改革の波に乗じて、領邦君主はアウクスブルクの宗教和議を通じて領邦教会制（Landeskirchentum）を確立させた。これにより所領内の教会を統制下におき集権化を進め、さらに各都市への統制強化を図った。多くの都市はこうして領邦君主の統制下におかれ、自治権の多くを剥奪された。1648年のヴェストファーレン条約（ウェストファリア条約）で領邦主権が確認されたことも、この動きを加速させた。
さらに、ナポレオン戦争においてドイツが占領されると、ナポレオン政権下での行政区再編にともなって、ブレーメン、ハンブルク、フランクフルト・アム・マイン、リューベックの4都市以外は帝国自由都市としての地位を失った。ナポレオンの失脚後にドイツ連邦が発足するが、この連邦は35の邦国（発足当初は34）と上記の4帝国自由都市によって構成されていた。この4都市のうち、ブレーメンとハンブルクは、現在のドイツ連邦共和国において独立した連邦州として扱われ、今でもそれぞれ「自由ハンザ都市ブレーメン」「自由ハンザ都市ハンブルク」を正式名称としている。

## 帝国自由都市のリスト
- アーヘン（Aachen）
- アーレン（Aalen）
- アウクスブルク（Augsburg）

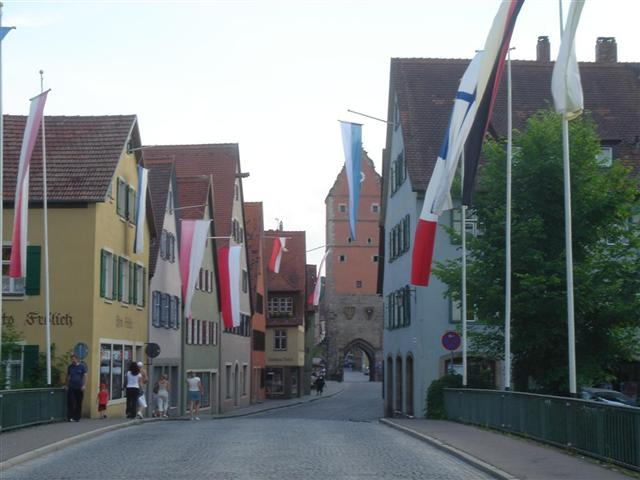
ディンケルスビュールの市壁（道路奥）

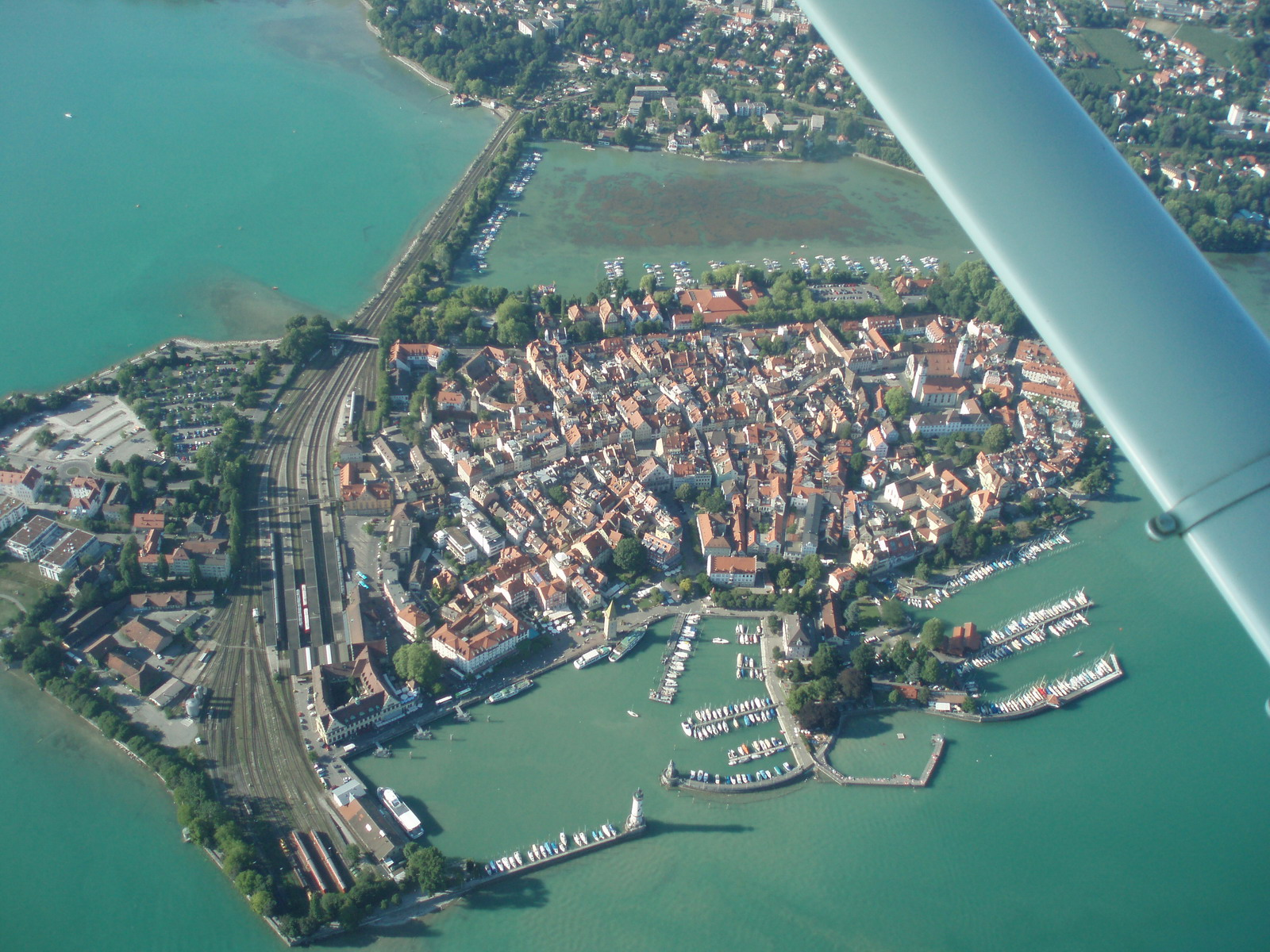
リンダウ（航空写真）

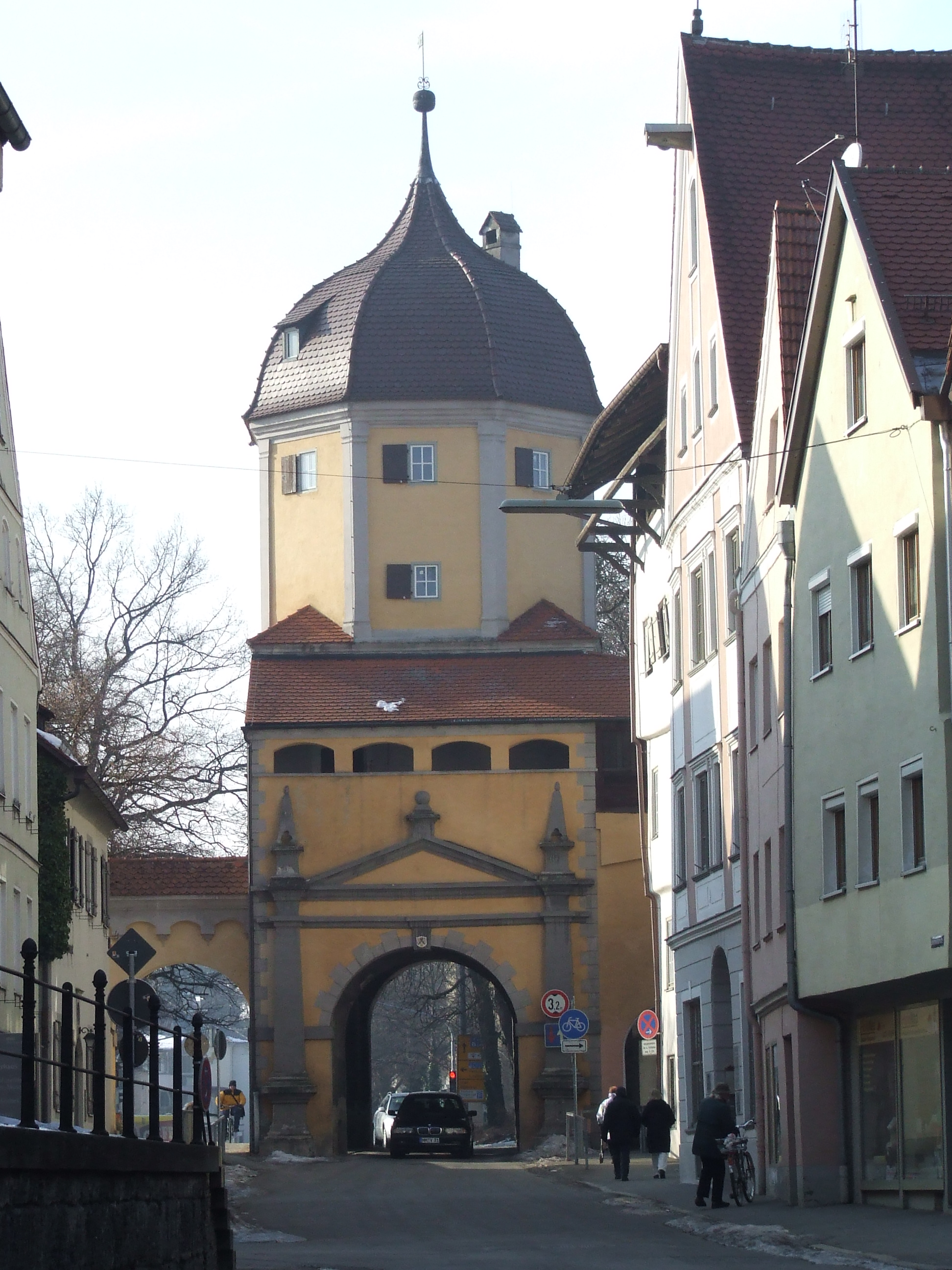
メミンゲンの西門

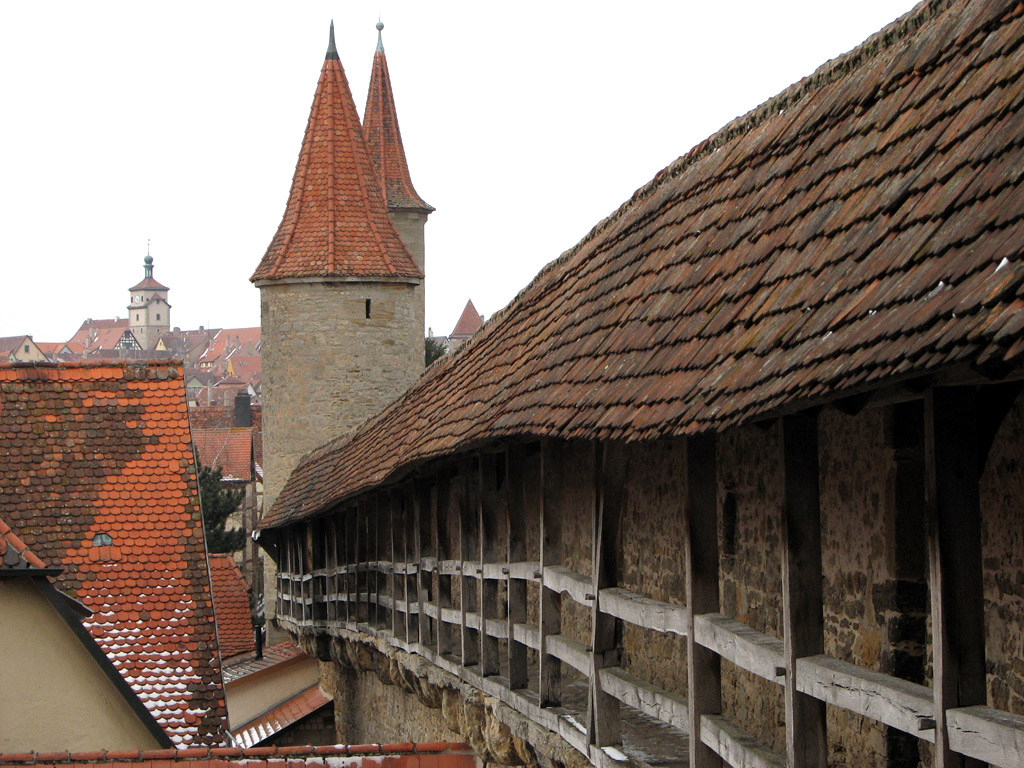
ローテンブルク・オプ・デア・タウバーの市壁

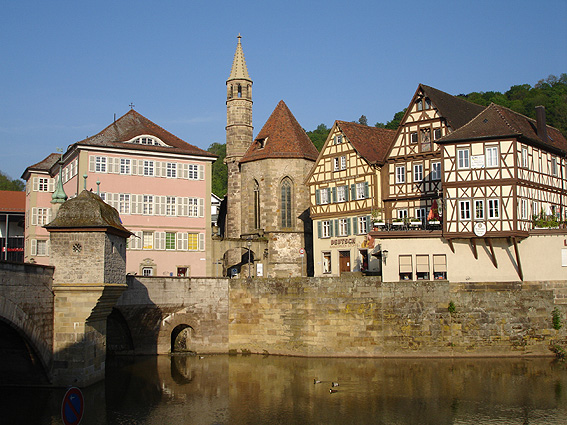
シュヴェービッシュ・ハル

- ビベラッハ・アン・デア・リス（ドイツ語版）（Biberach an der Riß）
- ボッフィンゲン（ドイツ語版）（Bopfingen）
- ブレーメン（Bremen）
- ブッヒャウ（ドイツ語版）（Buchau、現バート・ブッヒャウ)
- ブッホホルン（ドイツ語版）（Buchhorn、現フリードリヒスハーフェン）
- ディンケルスビュール（Dinkelsbühl）
- ドルトムント（Dortmund）
- エスリンゲン（Esslingen am Neckar）
- フランクフルト・アム・マイン（Frankfurt am Main）
- フリートベルク（Friedberg）
- ゲルンハウゼン（Gelnhausen）
- ゲンゲンバッハ（ドイツ語版）（Gengenbach）
- ギィエンゲン・アン・デア・ブレンツ（ドイツ語版）（Giengen an der Brenz）
- ゴスラー（Goslar）
- ハンブルク（Hamburg）
- ハイルブロン（Heilbronn）
- イスニ（Isny im Allgäu）
- カオフボイレン（Kaufbeuren）
- ケンプテン（Kempten）
- ケルン（Köln）
- ロイトキルヒ（Leutkirch im Allgäu）
- リンダウ（Lindau）
- リューベック（Lübeck）
- メミンゲン（Memmingen）
- ミュールハウゼン（Mühlhausen、テューリンゲンの）
- ネルトリンゲン（Nördlingen）
- ノルトハウゼン（Nordhausen）
- ニュルンベルク（Nürnberg）
- オッフェンブルク（Offenburg）
- プフレンドルフ（英語版）（Pfullendorf）
- ラーフェンスブルク（Ravensburg）
- レーゲンスブルク（Regensburg）
- ロイトリンゲン（Reutlingen）
- ローテンブルク（Rothenburg ob der Tauber）
- ロットヴァイル（Rottweil）
- シュヴェービッシュ・グミュント（Schwäbisch Gmünd）
- シュヴェービッシュ・ハル（Schwäbisch Hall）
- シュヴァインフルト（Schweinfurt）
- シュパイエル（Speyer）
- トゥール（Toul） - ヴェストファーレン条約以前
- ユーバーリンゲン（Überlingen）
- ウルム（Ulm）
- ヴァンゲン（Wangen im Allgäu）
- ヴァイル・デア・シュタット（Weil der Stadt）
- ヴァイセンブルク（Weißenburg in Bayern）
- ヴェッツラー（Wetzlar）
- ヴィンプフェン（Wimpfen、現バート・ヴィンプフェン）
- ヴィンツハイム（Windsheim）
- ヴォルムス（Worms）
- ツェル・アム・ハーマースバッハ（Zell am Harmersbach）